# Santiago Durango
Santiago Durango (1957) è un chitarrista statunitense, membro dei Big Black, band noise rock, nonché membro fondatore dei Naked Raygun.
Al momento lavora come Avvocato per alcune band Indie Rock americane  .

## Biografia
Durango è figlio di un dottore colombiano. La sua famiglia si trasferì a Chicago quando lui aveva 10 anni.
Laureatosi alla University of Illinois (Chicago), Durango è stato un membro fondatore dei Naked Raygun, uno dei primi gruppi punk di Chicago. Steve Albini, che stava formando un gruppo chiamato Big Black, chiese a Durango e al cantante dei Raygun Jeff Pezzati di unirsi alla sua band. Durango vi rimase fino a quando, nel 1987, essa si sciolse.
Dopo lo scioglimento dei Big Black, Durango frequentò la facoltà di legge. Intanto formò una nuova band, gli Arsenal, con il bassista Malachi Ritscher. Insieme pubblicarono l'EP Manipulator su Touch and Go Records nel 1988. Nel 1990, Durango registrò il secondo EP degli Arsenal, intitolato Factory Smog Is a Sign of Progress, insieme al bassista Pierre Kedzy dei Naked Raygun. In seguito si ritirò dalla carriera musicale per diventare un avvocato difensore.

## Discografia

### Con gli Arsenal
EP
- 1988 - Manipulator
- 1990 - Factory Smog Is a Sign of Progress

### Altri album
- 1991 - Cath Carroll, England Made Me - effetti di chitarra
- 1995 - Sally Timms, To the Land of Milk and Honey - chitarra
- 1997 - Material Issue, Telecommando Americano - chitarra
- 2003 - Miaow, When It All Comes Down - chitarra